# Wargnies-le-Grand
Wargnies-le-Grand is een gemeente in het Franse Noorderdepartement (Frans: département du Nord) (regio Hauts-de-France). De plaats maakt deel uit van het arrondissement Avesnes-sur-Helpe. Wargnies-le-Grand telde op 1 januari 2022 1.113 inwoners.

## Geografie
De oppervlakte van Wargnies-le-Grand bedroeg op 1 januari 2022 5,68 vierkante kilometer; de bevolkingsdichtheid was toen 196 inwoners per km².

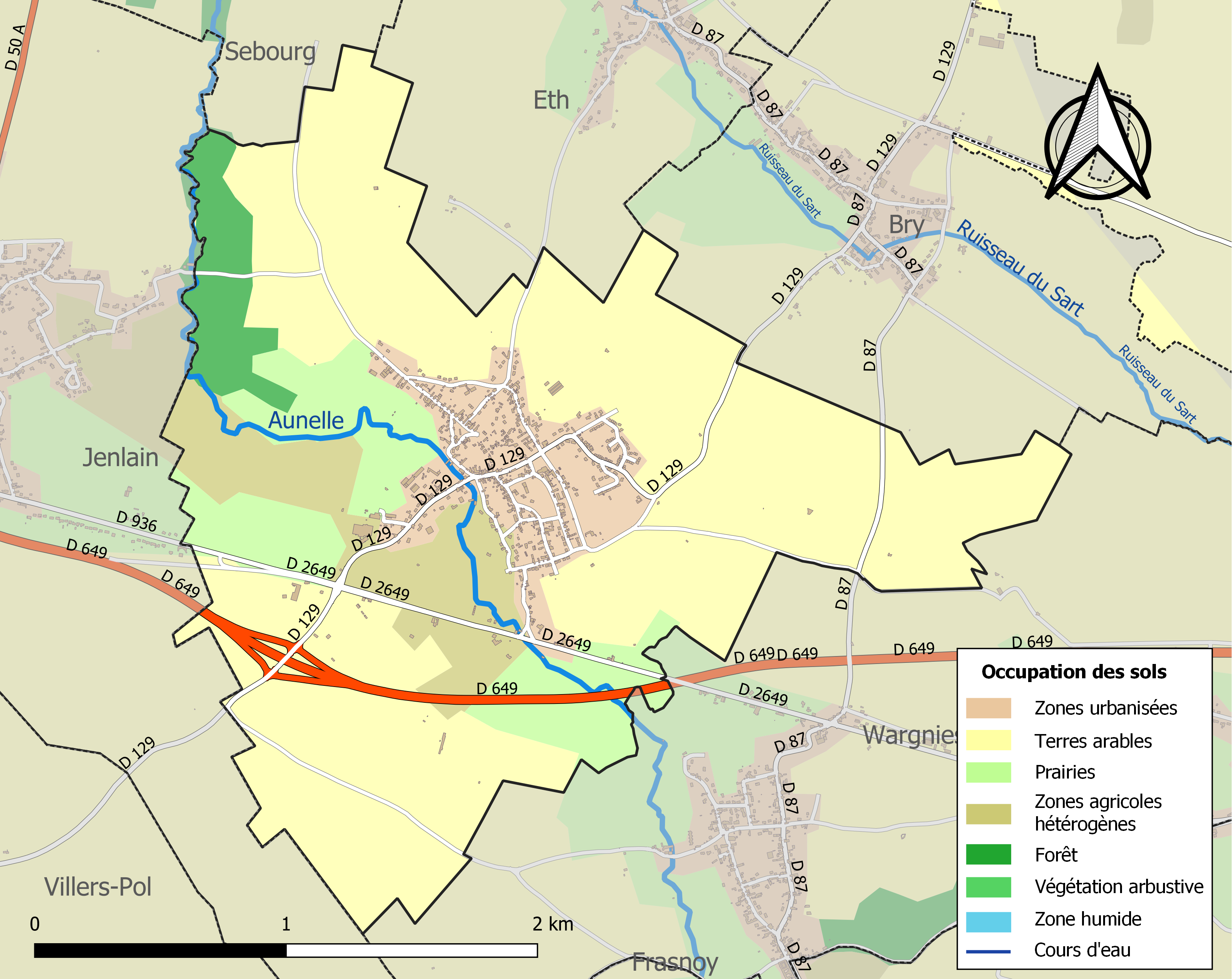
Kaart van de gemeente met belangrijkste infrastructuur, bodemgebruik en omliggende gemeenten

## Demografie
Onderstaande figuur toont het verloop van het inwonertal (bron: INSEE-tellingen).